# Ida Nudel

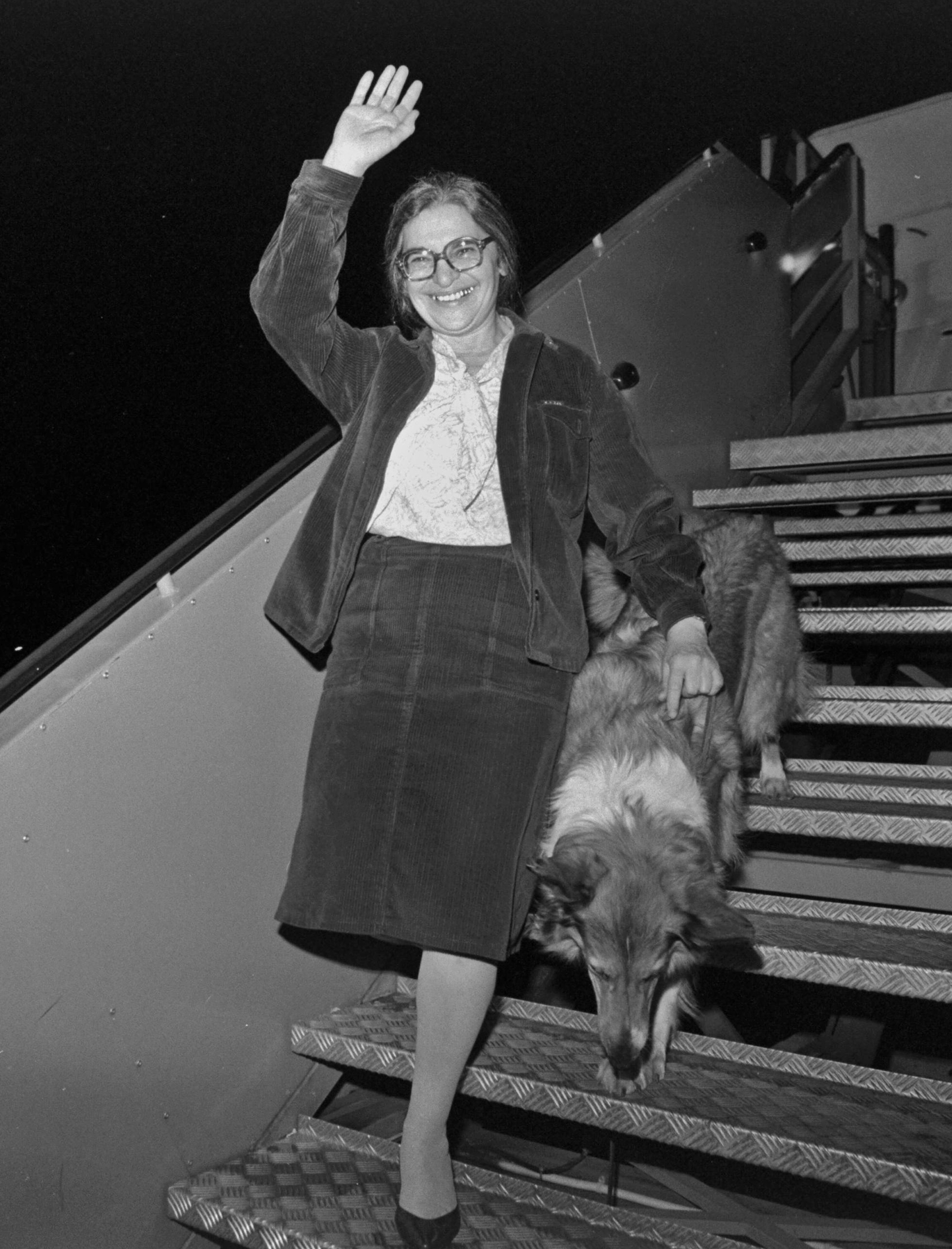
Ida Nudel mit ihrem Hund bei ihrer Ankunft in Israel am 15. Oktober 1987 mit einem Privatflugzeug von Armand Hammer

Ida Yakovlevna Nudel (hebräisch אידה נודל; russisch Ида Яковлевна Нудель; geboren am 27. April 1931 in Noworossijsk, Region Krasnodar; gestorben am 14. September 2021 in Rechovot/Israel) war eine sowjetische, später israelische Bürgerrechtskämpferin. Sie galt als „Schutzengel“ der Prisoner of Zion, der jüdischen Russen.

## Leben und Werk
Ida Nudel war von Beruf Wirtschaftswissenschaftlerin. Sie kämpfte in der Sowjetunion für die Rechte der jüdischen Bevölkerungsgruppe und insbesondere für ihr Recht auf Ausreise. Im Jahr 1978 erregte sie weltweites Aufsehen, als sie am Balkon ihrer Moskauer Wohnung ein Transparent mit der Aufschrift „KGB, gib mir ein Visum für Israel“ anbrachte. Sie wurde wegen „anti-sowjetischen Verhaltens“ inhaftiert und blieb danach mehrere Jahre in sowjetischen Arbeitslagern interniert. 1987 konnte sie nach Israel auswandern. Sie wurde am Flughafen von Tel Aviv
von mehreren tausend Israelis mit Jubel und Applaus begrüßt. Ministerpräsident Jitzchak Schamir nannte die Ausreise der Dissidentin einen „Sieg der menschlichen Willenskraft über die Grausamkeit der großen Supermacht“; der damalige Staatspräsident Chaim Herzog erklärte sie zum „Symbol der Geschichte Israels“. Ida Nudel dankte einer Reihe westlicher Regierungen, die sich für sie eingesetzt hatten. Sie ließ sich in Karmei Yosef nieder, einer ländlichen Gemeinde am Fuße des Judäischen Gebirges. Sie schrieb eine Autobiografie, die von Mauro Bolognini verfilmt wurde – mit Liv Ullmann in der Hauptrolle. Der Titel des Filmes lautet Farewell Moscow; auf Italienisch: Mosca addio. In Israel kümmerte sie sich um die Betreuung von russischen Immigrantenkindern und gründete 1991 die Hilfsorganisation Von Mutter zu Mutter. 2008 übersiedelte sie nach Rehovot.
Der israelische Staatspräsident Izchak Herzog würdigte Ida Nudel nach ihrem Tod als „Symbol für das Heldentum Israels“.

## Publikation
- A hand in the darkness. The autobiography of a refusenik. Warner Books, New York 1990, ISBN 0-446-51445-4.